# Gowarczów
Gowarczów é um município no sudeste da Polônia. Pertence à voivodia da Santa Cruz, no condado de Końskie. É a sede da comuna urbano-rural de Gowarczów e da paróquia católica romana de São Pedro e São Paulo. O rio Drzewiczka flui próximo a Gowarczów.
Estende-se por uma área de 12,0 km², com 1 320 habitantes, segundo o censo de 31 de dezembro de 2024, com uma densidade populacional de 110 hab./km².
Gowarczów recebeu o foral de cidade em 1430, mas foi privada de seus direitos municipais em 13 de janeiro de 1870 e incorporada à comuna de Gowarczów, no condado de Końskie. Nos anos de 1867 a 1954, foi a sede da comuna de Gowarczów, de 1954 a 1972, da gromada de Gowarczów, e, a partir de 1973, da comuna de Gowarczów reativada. Entre 1975 e 1998, pertenceu administrativamente à voivodia de Radom. Em 1 de janeiro de 2024, recuperou a condição de cidade.
Há uma escola primária em Gowarczów; até 2017, havia também uma escola secundária pública com o nome de João Paulo II.

## História

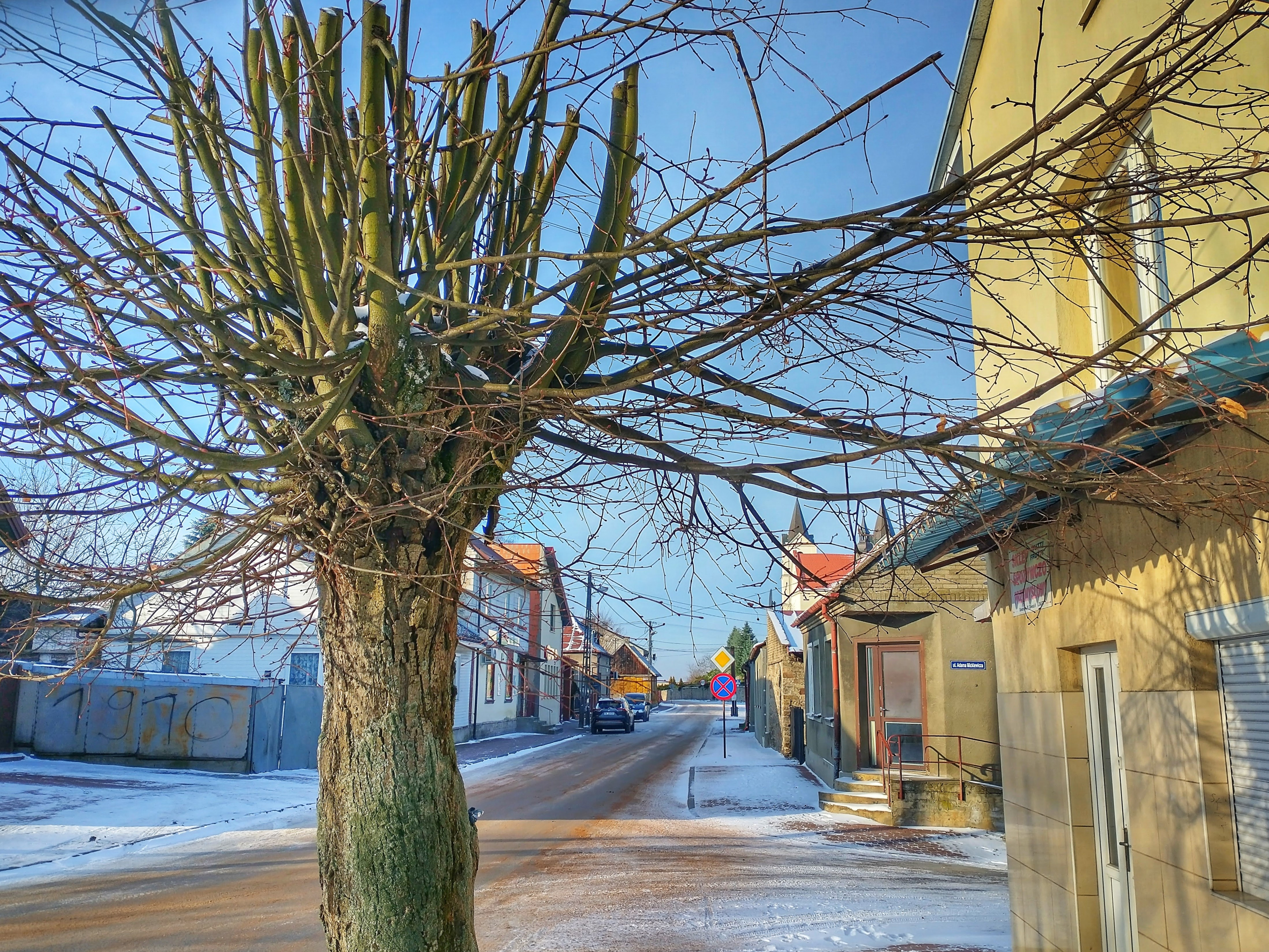
Parte da praça principal e da rua Zamkowa

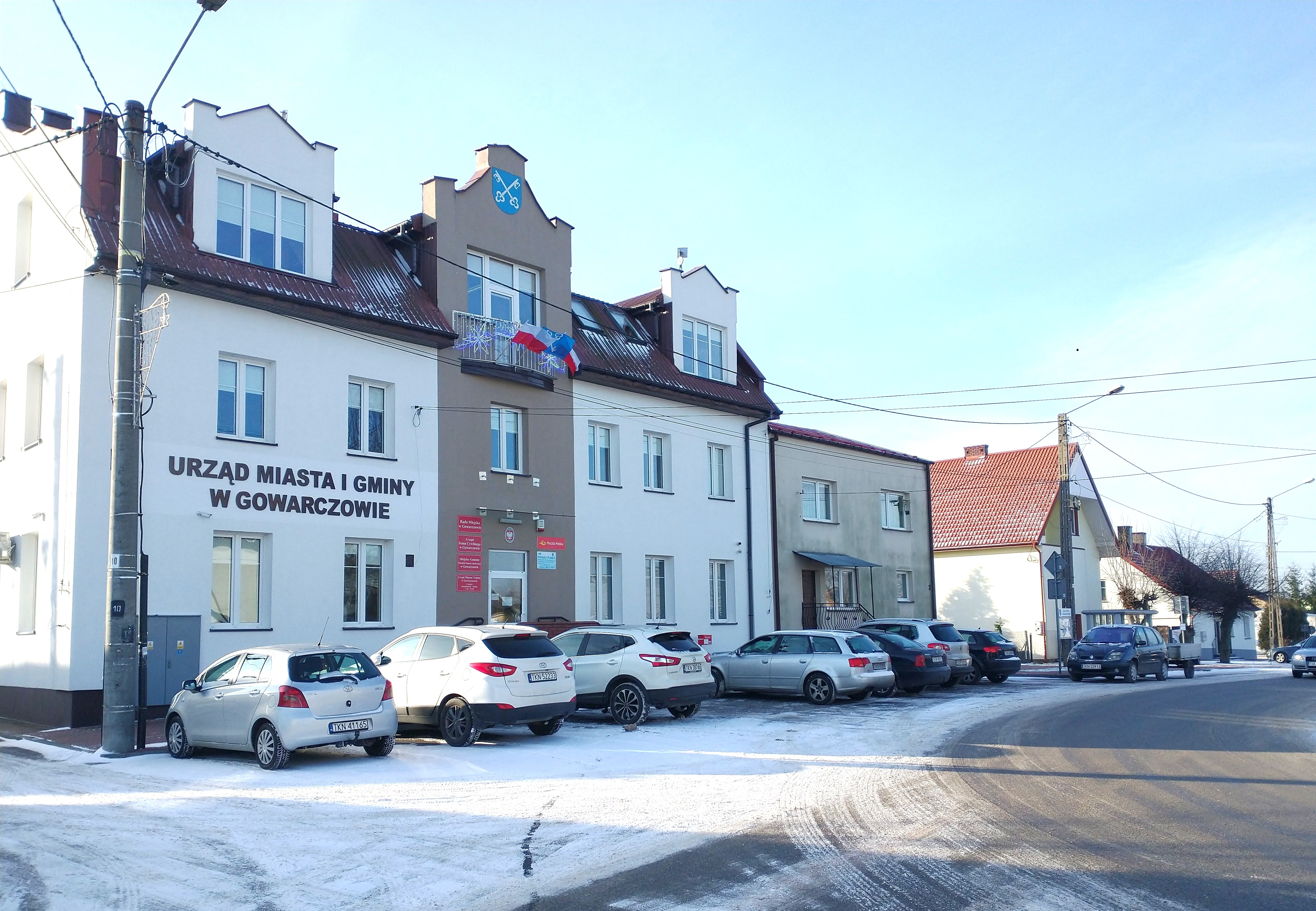
Praça principal com a Prefeitura e o Conselho Municipal

No início da Idade Média, havia um assentamento fortificado aqui, construído no plano de uma “figura de oito”, habitada nos anos 1100–1250. No século XIV, era um assentamento paroquial com uma igreja de madeira (mencionada em 1404, mas provavelmente existente desde o século XIII), que pagava dízimos à igreja colegiada de Sandomierz, em documentos de 1376, o capelão Mikołaj de Goworziczow é mencionado. No início do século XV, um herdeiro de Gowarczów chamado Wysota concedeu ao pároco local um campo, prados, uma floresta e uma pousada em Miłaków.
Uma cidade fundada sob a lei de Magdeburgo em 1430 pelo rei Ladislau II Jagelão, a pedido do proprietário de Gowarczów, copeiro de Sandomierz, Krystyn (Krzysztof) Magier (Magiery), localizada na estrada de Kielce para Grójec, a 3,22 km de Opoczno e a cerca de 3,22 km de Końskie. Mencionada como Goworziczow (1339), Goworzyczow (1520) e Goworczow (1577).
No século XVI, os habitantes se dedicavam principalmente à agricultura. Um documento de 1546 registra que os comerciantes da Silésia e da Morávia tinham contatos comerciais com a cidade. Em 1577, Gowarczów tinha 7 łans. A cidade pagava ao shos 6 florins, sobre 7 łans e 6 banyas de bebida, também um imposto especial sobre o consumo de álcool para todo o ano de 22 florins. Em 1662, ela tinha 374 habitantes em 43 casas.
Em 1511, a igreja de tijolos de São Pedro e São Floriano foi mencionada, com um local para uma escola, campos da cidade, um moinho e lagos. A igreja foi ampliada em 1640 graças aos esforços do alferes de Cracóvia, Aleksander Koryciński e de sua esposa Zofia de Zborowski. Após o incêndio de 1767, que atingiu a cidade com o templo, a igreja atual foi erguida em 1774 com o auxílio financeiro de Józef Jabłonowski. O templo de São Pedro e São Paulo foi consagrado em 1778 por Ignacy Antoni Kozierowski, bispo sufragâneo de Gniezno. O templo foi reformado em 1843 e ampliado substancialmente em 1902–1904.
Havia também uma capela de São Roque, separada da igreja.
Em meados do século XIV, a paróquia de Gowarczów cobria uma área de 103 km². Por volta de 1350, ela tinha 432 habitantes. No século XIX, a paróquia de Gowarczów pertencia a Skrzyński e depois à forania de Końskie; em 1881, tinha 4 960 paroquianos. Antes de 1881, o pároco era o reverendo Adam Jakubowski.
A cidade permaneceu nas mãos das famílias Bniński e Jabłonowski até o século XVIII. A cidade era um centro da indústria de ferro, a população fabricava pregos e havia uma fábrica de sabres no século XVIII. Na primeira metade do século XIX, havia um alto-forno e três fornos.
Em 1827, havia 103 casas e 946 habitantes; em 1861, 126 casas e 1 496 habitantes (incluindo 788 judeus), a maioria agricultores. Em 1881, Gowarczów contava com 138 casas (12 de tijolos) e 1 280 habitantes, havia uma escola primária e o gabinete municipal e o tribunal municipal do primeiro distrito tinham sua sede aqui. Um mercado era realizado toda terça-feira. Havia uma estação postal em Końskie, a 10 verstas de distância.
Em 1869, Gowarczów perdeu seus direitos municipais.

## Monumentos históricos

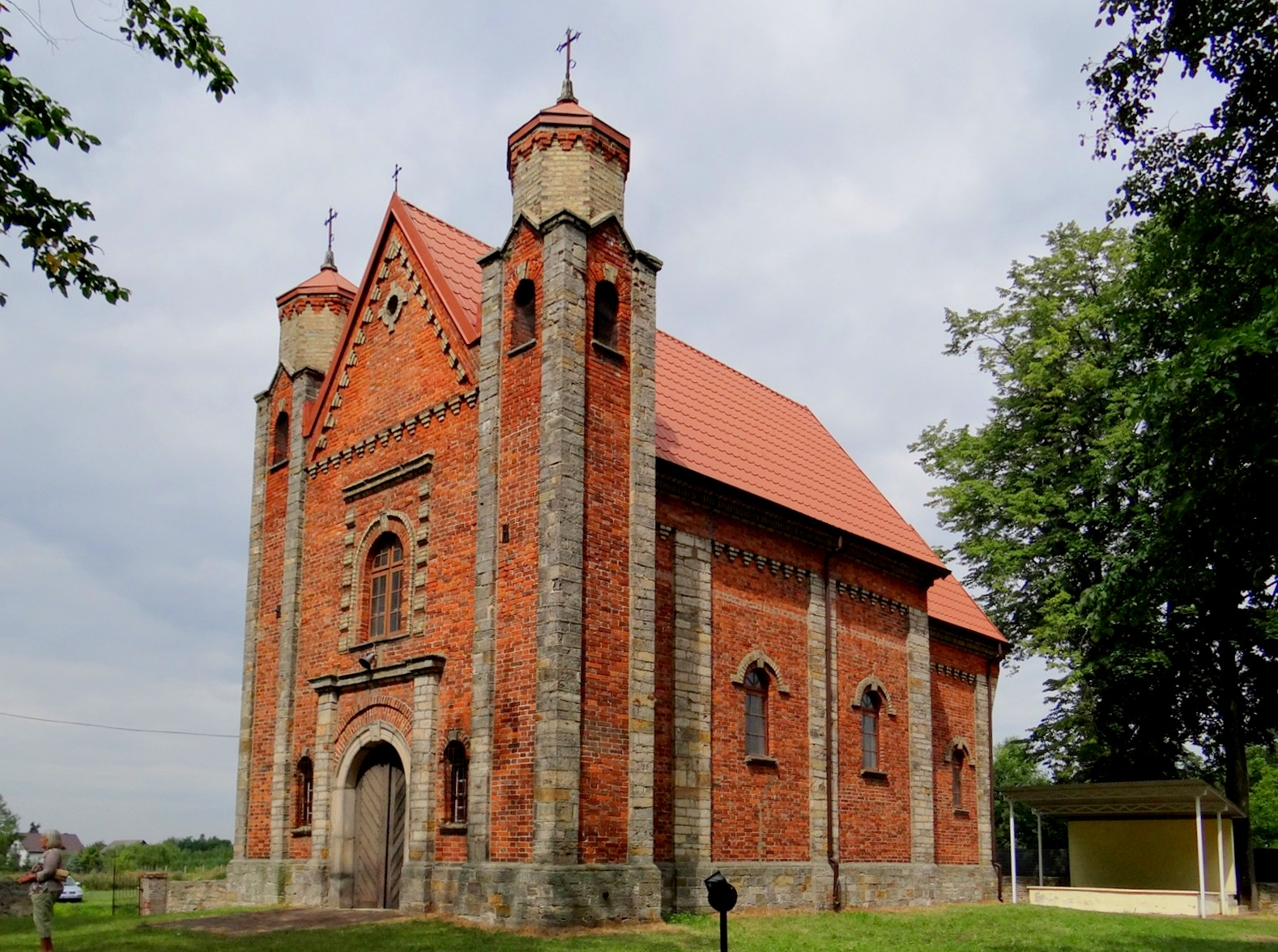
Igreja de São Roque

- Igreja dos Apóstolos Pedro e Paulo do século XV.[6] Originalmente gótica, ela foi ampliada por volta de 1640 pelo alferes de Cracóvia, Aleksander Koryciński e sua esposa Zofia, nascida Zborowska. A igreja foi destruída em um incêndio em 1767, e sua reconstrução em 1774 foi financiada pelo próximo proprietário da propriedade local, o alferes galego, Józef Jabłonowski. Em 1902–1904, por iniciativa do padre Antoni Czarkowski, a igreja foi ampliada novamente. A nave da igreja na parte oriental de dois compartimentos manteve sua forma original — a parte ocidental com uma fachada de duas torres data do início do século XX. O presbitério, curto e retangular, tem estrutura gótica. A sacristia e as duas capelas laterais quadradas datam de 1640. Sob as capelas há abóbadas de sepultamento. Por esse motivo, as capelas têm pisos em um nível ligeiramente mais alto do que a nave. As abóbadas das capelas, do presbitério e da sacristia têm colunas cruzadas. O vestíbulo e a abóbada têm uma abóbada de berço. A nave tem uma nova abóbada que data da época da última ampliação. O mobiliário interno é dominado por elementos do início do período barroco. A igreja foi inscrita no registro de monumentos imóveis.[18]
- Igreja de São Roque, de 1908.[19] É um edifício de nave única com um presbitério ligeiramente mais baixo do que a nave. A frente da igreja é emoldurada por duas torres. A igreja tem um teto abobadado cruciforme. O altar, feito de tijolo e gesso, apresenta uma pintura renascentista tardia de São Roque.

## Demografia
Conforme os dados do Escritório Central de Estatística da Polônia (GUS) de 31 de dezembro de 2024, Gowarczów é uma cidade muito pequena com uma população de 1 320 habitantes (37.º lugar na voivodia de Santa Cruz e 959.º na Polônia), tem uma área de 12,0 km² (23.º lugar na voivodia de Santa Cruz e 542.º lugar na Polônia) e uma densidade populacional de 110 hab./km² (45.º lugar na voivodia de Santa Cruz e 961.º lugar na Polônia). Entre 2002–2024, o número de habitantes diminuiu 6,3%.
Os habitantes de Gowarczów constituem cerca de 1,80% da população do condado de Końskie, constituindo 0,11% da população da voivodia de Santa Cruz.
| Descrição                         | Total      | Total    | Mulheres   | Mulheres | Homens     | Homens   |
| --------------------------------- | ---------- | -------- | ---------- | -------- | ---------- | -------- |
| unidade                           | habitantes | %        | habitantes | %        | habitantes | %        |
| população                         | 1 320      | 100      | 663        | 50,2     | 657        | 49,8     |
| área                              | 12,0 km²   | 12,0 km² | 12,0 km²   | 12,0 km² | 12,0 km²   | 12,0 km² |
| densidade populacional (hab./km²) | 110        | 110      | 55,2       | 55,2     | 54,8       | 54,8     |